# 哈丁鎮區 (阿肯色州福克納縣)
哈丁鎮區（英語：Hardin Township）是位於美國阿肯色州福克納縣的一個行政鎮區。

## 地方資料
哈丁鎮區的面積為91.84平方千米，當中陸地面積為91.74平方千米，而水域面積為0.10平方千米。根據2010年美國人口普查的數據，當地共有人口675人，而人口密度為每平方千米7.35人。